# Destrnik
 Destrnik  est une commune située dans la région de la Basse-Styrie en Slovénie.

## Géographie
La commune est localisée au nord-est de la Slovénie dans la région vallonnée du Slovenske Gorice à environ 20 km à l’est de la ville de Maribor et 10 km au nord de Ptuj. La zone est comprise entre la vallée de la rivière Mur et la vallée de la rivière Save.

### Villages
La commune est composée des villages de Desenci, Destrnik, Dolič, Drstelja, Gomila, Gomilci, Janežovci, Janežovski Vrh, Jiršovci, Levanjci, Ločki Vrh, Placar, Strmec pri Destrniku, Svetinci, Vintarovci, Zasadi et Zgornji Velovlek.

## Démographie
Entre 1999 et 2021, la population de la commune est restée relativement faible avec une population inférieure à 3 000 habitants,.
Évolution démographique
| 1999  | 2000  | 2001  | 2002  | 2003  | 2004  | 2005  | 2006  | 2007  |
| ----- | ----- | ----- | ----- | ----- | ----- | ----- | ----- | ----- |
| 2 521 | 2 540 | 2 538 | 2 566 | 2 605 | 2 634 | 2 640 | 2 664 | 2 675 |
| 2008  | 2009  | 2010  | 2011  | 2012  | 2013  | 2014  | 2015  | 2016  |
| 2 702 | 2 650 | 2 684 | 2 647 | 2 631 | 2 582 | 2 609 | 2 564 | 2 539 |
| 2017  | 2018  | 2019  | 2020  | 2021  |       |       |       |       |
| 2 544 | 2 554 | 2 585 | 2 643 | 2 647 |       |       |       |       |